# هيلموت شنايدر (لاعب كرة قدم)
هيلموت شنايدر (بالألمانية: Helmut Schneider)‏ (و. 1913 – 1984 م) هو لاعب كرة قدم، ومدرب كرة قدم ألماني، مركز لعبه هو مُدَافِع، توفي في مانهايم، عن عمر يناهز 71 عاماً.

## روابط خارجية
- هيلموت شنايدر على موقع قاعدة بيانات كرة القدم.إي يو (الإنجليزية)
- هيلموت شنايدر على موقع بيانات كرة القدم. دي إي (الألمانية)
- هيلموت شنايدر على موقع ناشيونال فوتبول تيمز (الإنجليزية)
- هيلموت شنايدر على موقع عالم كرة القدم.نت (الإنجليزية)